# Castello Corvacchini

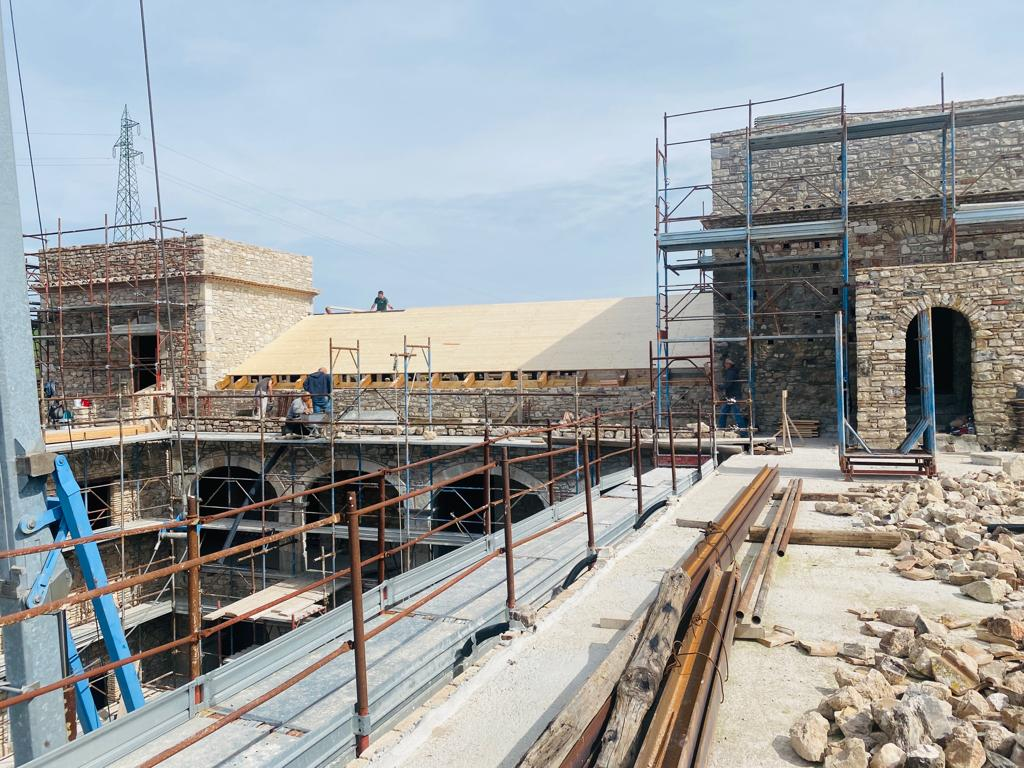

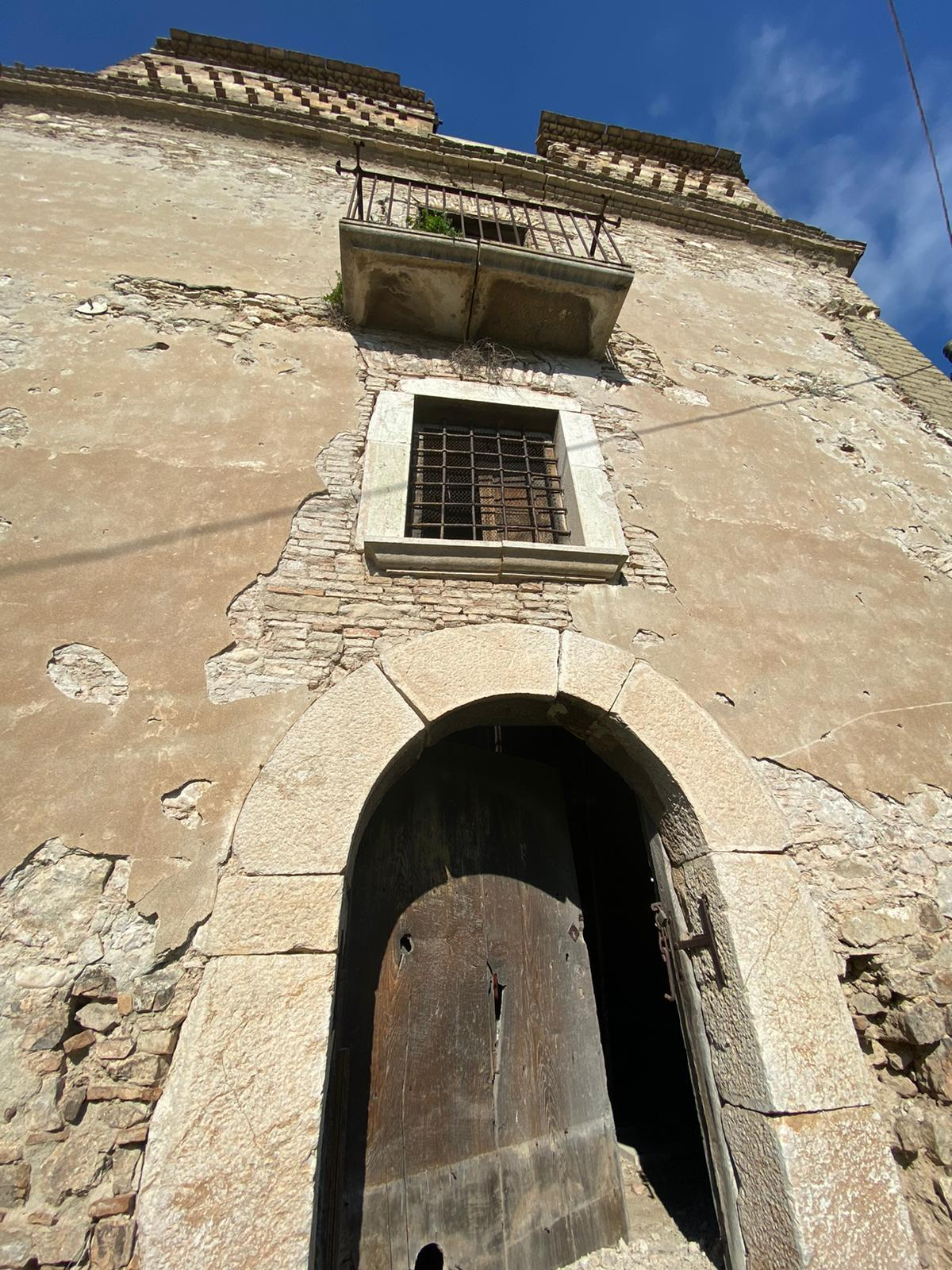
Facciata Castello Corvacchini

Il castello Corvacchini era al tempo situato nell'antico Feudo dei Corvacchini di proprietà dei Marchesi De Simone, corrispondente all'attuale contrada corvacchini, nell'immediata periferia del comune di Benevento. Il castello fu semidistrutto nel terremoto del 1688 ma nel 1740 l’Architetto Vanvitelli Luigi, trovandosi a Benevento, lo restaurò. Vanvitelli infatti era spesso ospite dei nobili proprietari del castello.
Numerosi furono i percorsi di preghiera che Padre Pio condusse al castello e nelle campagne limitrofe agli inizi degli anni '90; ancora oggi si possono notare scritte e cartelli del vecchio percorso di preghiera denominato "Dei Casìni" del Santo da Pietrelcina.
Nel 2019 la Società denominata "Castello Corvacchini", di Luigi Sgueglia e consorte Carmela Pannone, ha intrapreso i lavori di restauro con lo scopo di riportare il Castello ai suoi antichi splendori, sotto la guida attenta ed esperta dell'Architetto Luigi Sgueglia, noto professionista esperto nel recupero e conservazione di beni storici vincolati, ironia della sorte omonimo del Vanvitelli.
Importanti e molteplici i reperti storici rinvenuti: vecchi portali scolpiti a mano, manufatti in pietra e decori ritrovati su mura e soffitta, vere e proprie opere d'arte.
Attento e fedelissimo alle origini è stato il restauro del castello, con il recupero di tutti i manufatti preesistenti ed una lunga serie di interventi atti alla ricostruzione delle parti semidistrutte seguendo le medesime tecniche di costruzione adottate nel precedente restauro eseguito da Luigi Vanvitelli nel 1740.
Il lavori riguardanti gli interventi strutturali sono giunti quasi al termine all'inizio dell'anno 2023, si passa ora ad avviare la riqualificazione degli spazi interni.

## Leggende
Sul castello sono presenti molte leggende. Si racconta infatti che siano presenti delle gallerie sotterranee che condurrebbero ad un nascondiglio segreto nel bosco.

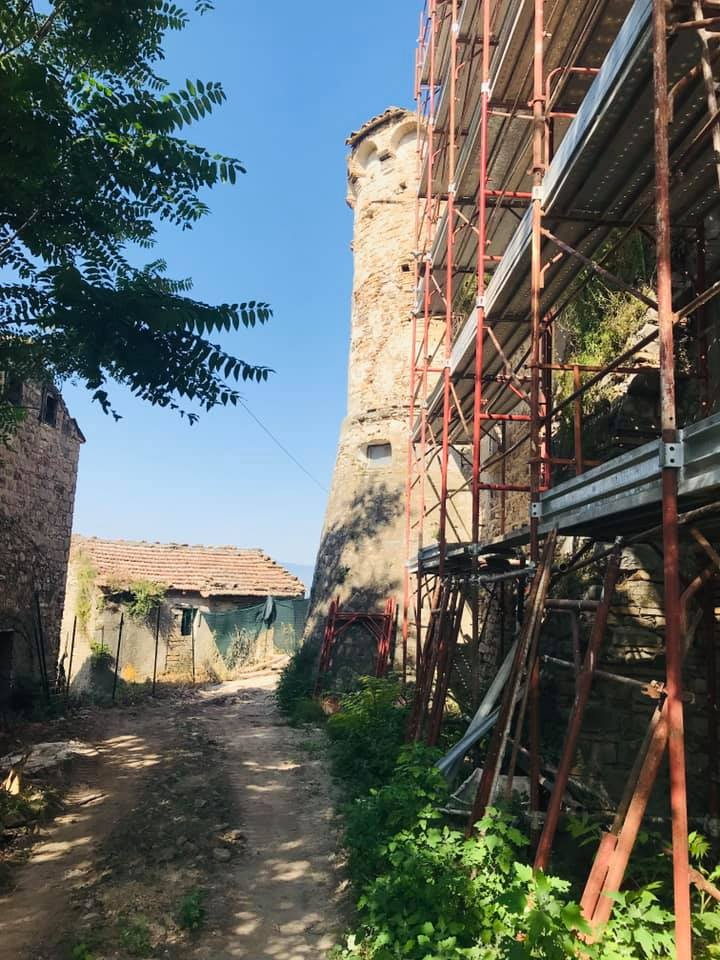
Fasi messa in sicurezza del Castello